# Paruterinidae
Famille
Les Paruterinidae sont une famille de cestodes de l'ordre des Cyclophyllidea.

## Systématique
La famille des Paruterinidae a été créée en 1907 par le parasitologue suisse Otto Fuhrmann (1871-1945).

## Liste des genres
Selon la classification de Hallan :
- Anonchotaenia Cohn, 1900
- Ascometra Cholodkovsky, 1912
- Biuterina Fuhrmann, 1902
- Cladotaenia Cohn, 1901
- Culicitella Fuhrmann, 1906
- Dictyterina Spassky in Spasskaya & Spassky, 1971
- Francobona Georgiev & Kornyushin in Khalil, Jones & Bray, 1994
- Laterotaenia Fuhrmann, 1906
- Lyruterina Spasskaya & Spassky, 1971
- Matabelea Mettrick, 1963
- Metroliasthes Ransom, 1900
- Mogheia López-Neyra, 1944
- Neyraia Joyeux & Timon-David, 1934
- Notopentorchis Burt, 1938
- Octopetalum Baylis, 1914
- Orthoskrjabinia Spassky, 1947
- Paruterina Fuhrmann, 1906
- Parvirostrum Fuhrmann, 1908
- Rhabdometra Cholodkowsky, 1906
- Spasskyterina Kornyushin, 1989
- Sphaeruterina Johnston, 1914
- Triaenorhina Spassky & Shumilo, 1965
- Troguterina Spassky, 1991